# Folkvid lagman
Folkvid lagman var lagman i Värmland under 1100-talets senare hälft. 
Folkvid är endast känd genom några västnordiska källor, de så kallade Baglersagorna, i vilka han nämns uteslutande på grund av sitt äktenskap med den norske kungen Sigurd Munns utomäktenskapliga dotter Cecilia Sigurdsdatter. Äktenskapet arrangerades av jarlen Erling skakke och upplöstes under 1170-talet på initiativ av Cecilias halvbror kung Sverre Sigurdsson. Folkvid och Cecilia blev föräldrar till den norske jarlen Hakon galen. Med något enstaka undantag har svenska historiker aldrig velat acceptera uppgifterna om Folkvids existens, förmodligen för att han över huvud taget inte nämns i svenska källor. Det är också oklart vad "lagman" i Värmland vid denna tid innebar. Någon lagman för Värmland i ordets vanliga mening är inte känd före den 1268 nämnde "dominus" Höldo (stråle).